# Frances Reid
Frances Reid (9. december 1914 – 3. februar 2010) var en amerikansk skuespillerinde. Hun spillede med i Hortonsagaen fra 1965–2007.